# Hun Nal Yeh

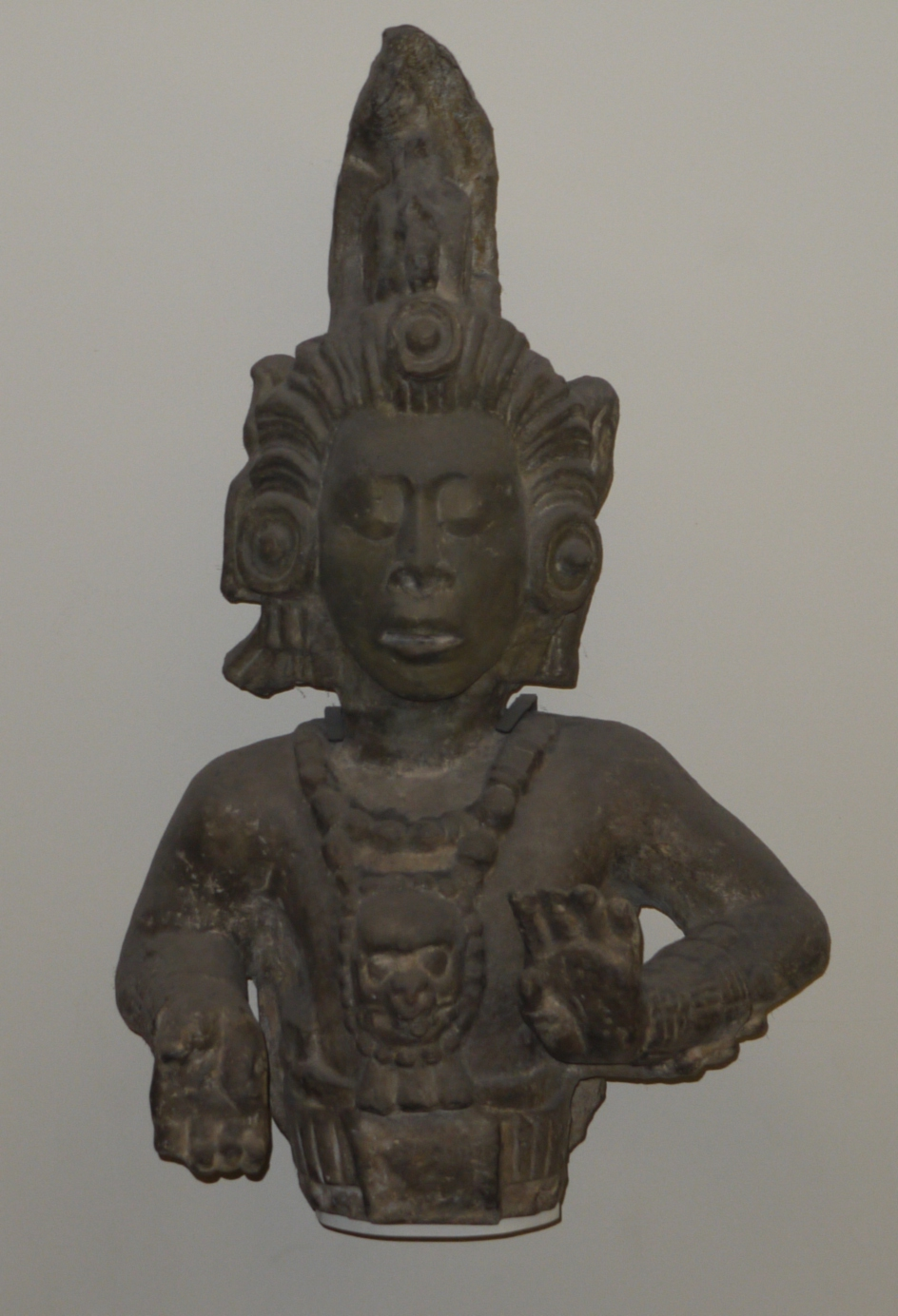
Maisgott (klassische Periode)

Hun Nal Yeh oder Hunaal-Yeh, Jun Ye Nal auch Naal oder Ah Mun, (Gott E; deutsch: Eins Maiskolben bzw. Erster Maisspross) war in der Mythologie der Maya der Maisgott. 
Innerhalb der „Göttertriade“ ist er der erstgeborene und wird mit Chaac assoziiert, die anderen beiden sind Kinich Ahau und K'awiil. Zusammen sind sie die nur wenige Tage nacheinander geborenen Kinder des Urschöpferpaares. Innerhalb des Pantheons nimmt der Maisgott entsprechend einen hochrangigen Platz ein. Er wurde als Jüngling dargestellt, dessen Kopfputz einen Maiskolben stilisiert. 
Der Maisgott war Patron über den vierten Tag (Kan) im Mayakalender. Er wurde, naheliegend, mit der Farbe Gelb und dem Süden assoziiert. Er richtete den Himmel auf, indem er ihn empor hob und durch den Weltenbaum Wacah Chan im Zentrum des Universums abstützte. Dieses zentrale Thema ist von Stele C in Quiriguá, Inschriften in Palenque und einem Gefäß aus Tikal ausführlich überliefert. Die Menschen der aktuellen Schöpfung wurden aus Mais gemacht. Da der Mais also nicht nur als Schöpfergott, sondern auch als Hauptnahrungsquelle der Maya eine bedeutende Rolle einnahm, erfreute sich sein Mythos weiter Verbreiterung. Mit der Aussaat des Maiskorns stirbt der Maisgott symbolisch und steigt hinab nach Xibalbá, wird jedoch als keimender Sämling wieder geboren. 
Die Verehrung war umfassend und andauernd, sie wurde bis zur Konquista praktiziert. In zahlreichen Abbildungen und Inschriften ließen sich Herrscher als Verkörperung des Fruchtbarkeit und Reichtum bringenden jungen Maisgottes darstellen. So bspw.: K'inich Janaab Pakal in Palenque oder Yax Pasaj in Copán.
Häufig, zuerst von Sylvanus Morley, wird Yum Kaax, der Herr der Wälder, ein Vegetationsgott, als eine der Erscheinungsformen des Maisgottes interpretiert. Dies ist umstritten und wird in der heutigen Mayaforschung weitestgehend abgelehnt.

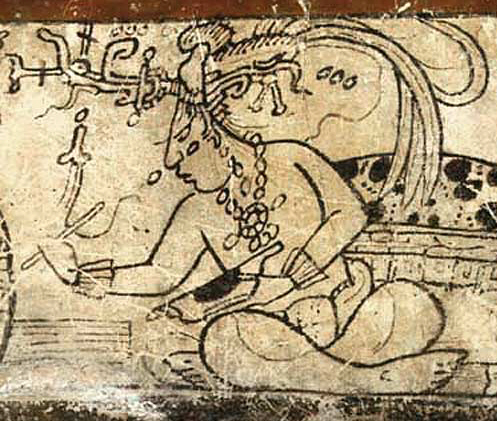
Maisgott auf klassischer Keramik
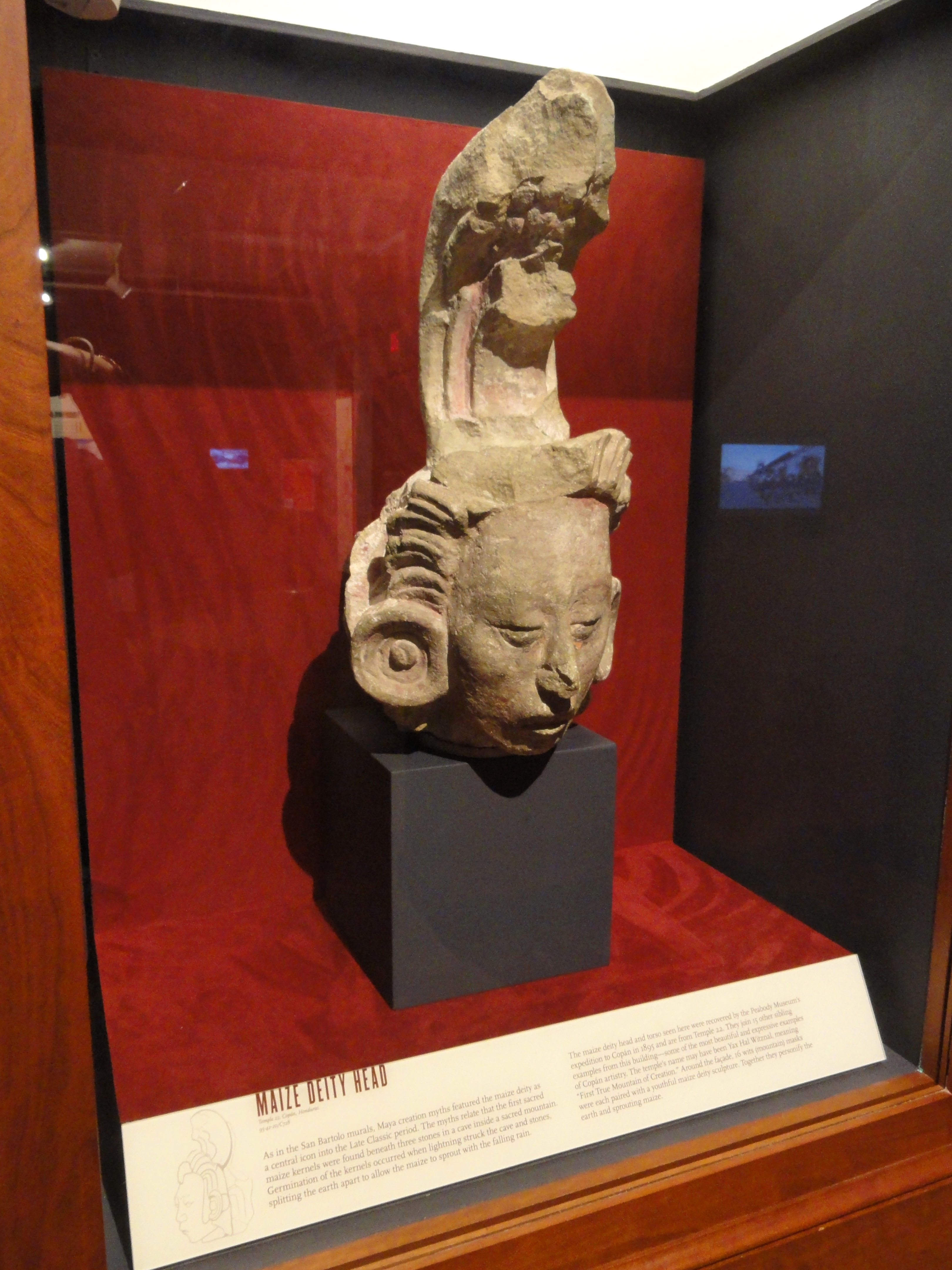
Kopf des Maisgottes in Copán, Tempel 22, Spätklassik um das Jahr 715
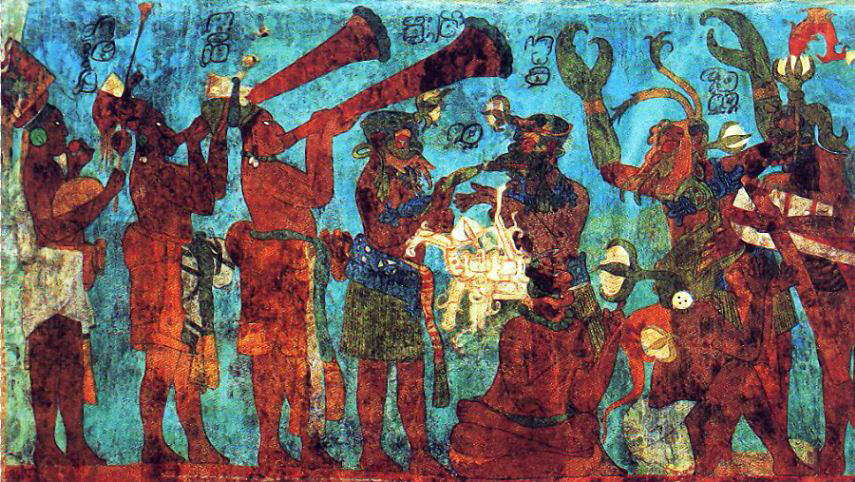
Der Maisgott (ohne Maske) sitzend vor einem Aufzug von Musikanten und Tänzern in Bonampak, Wandmalerei, Spätklassik um das Jahr 790
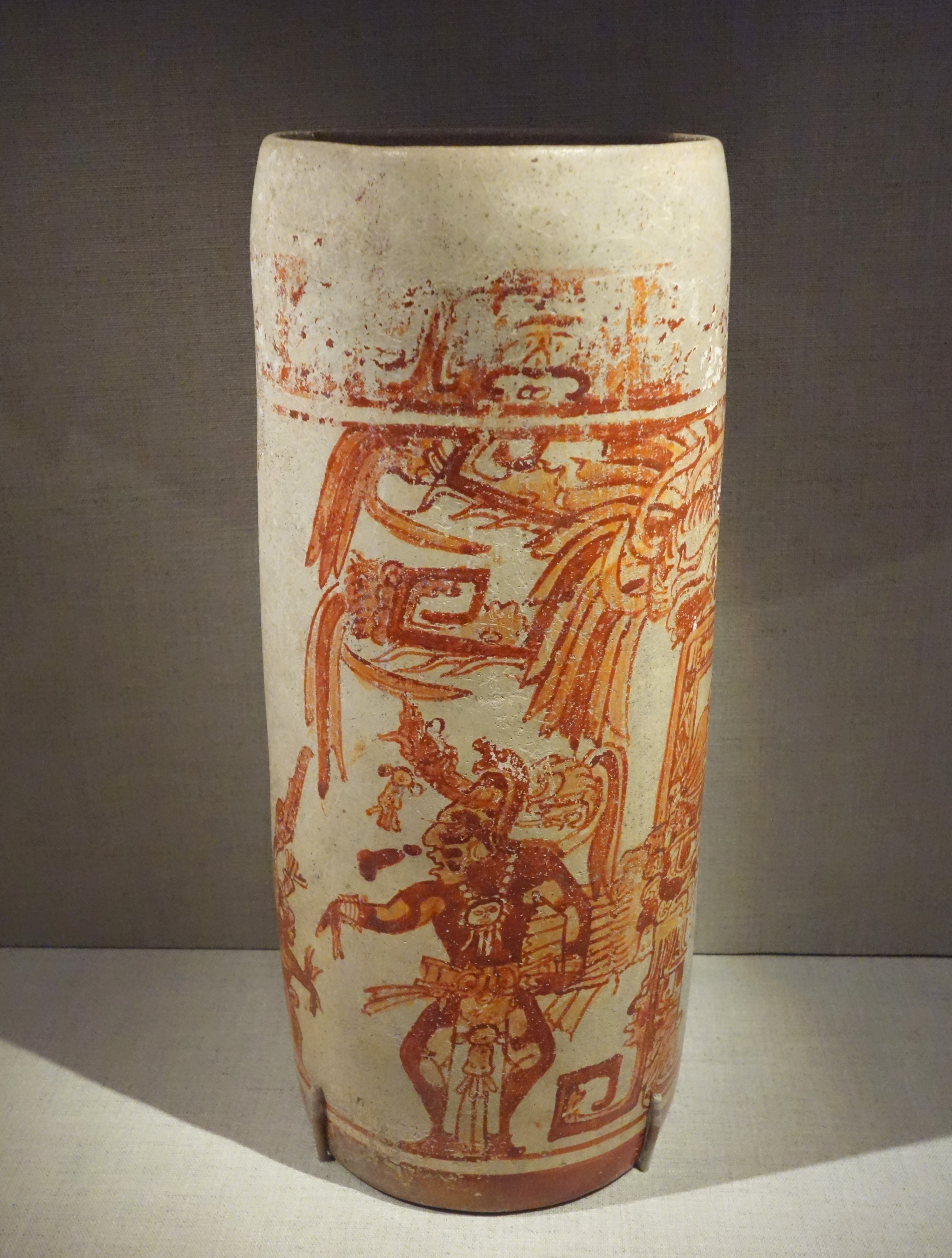
Tanzender Maisgott auf spätklassischer Keramik
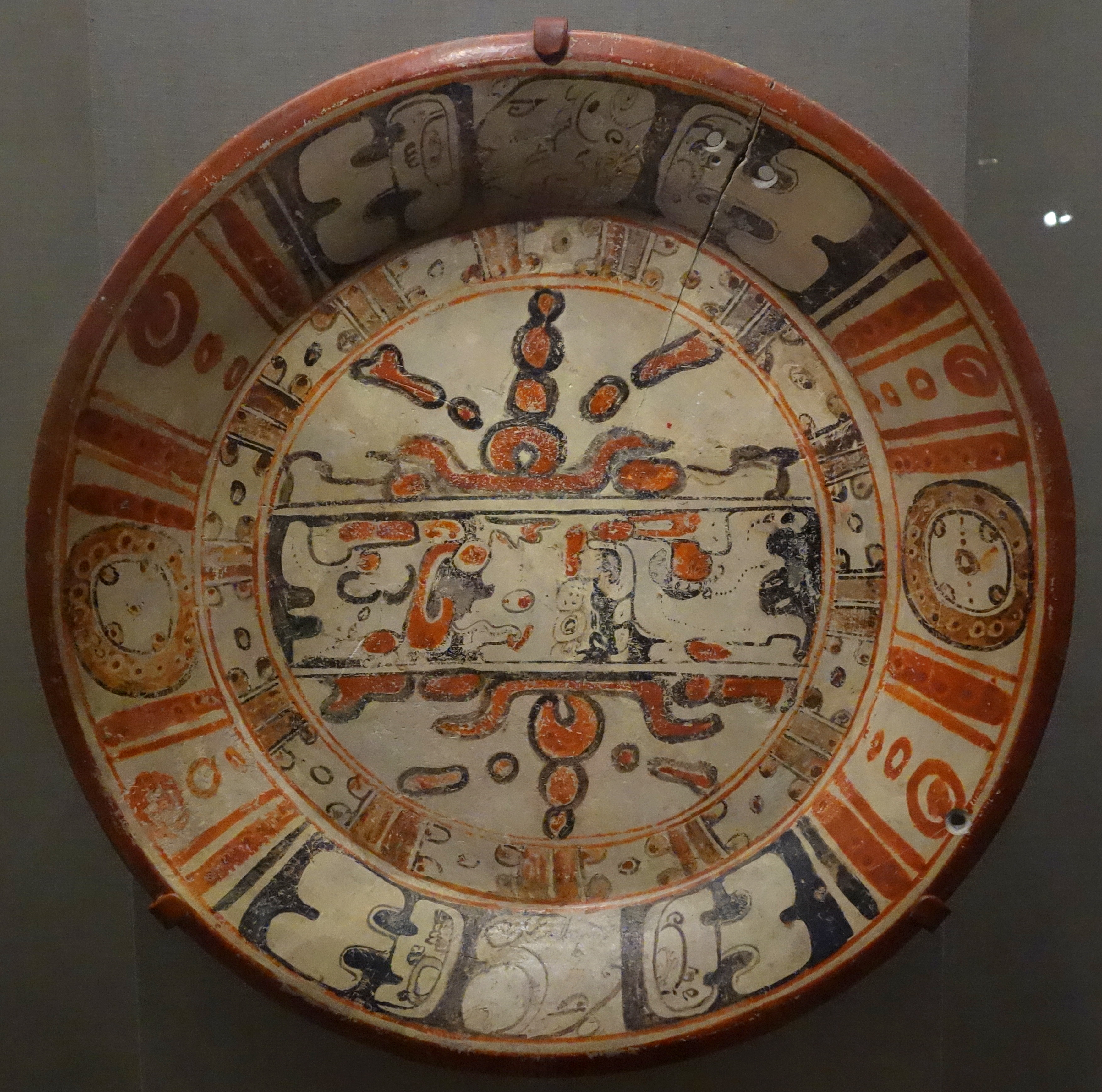
Maisgott auf spätklassischer Keramik
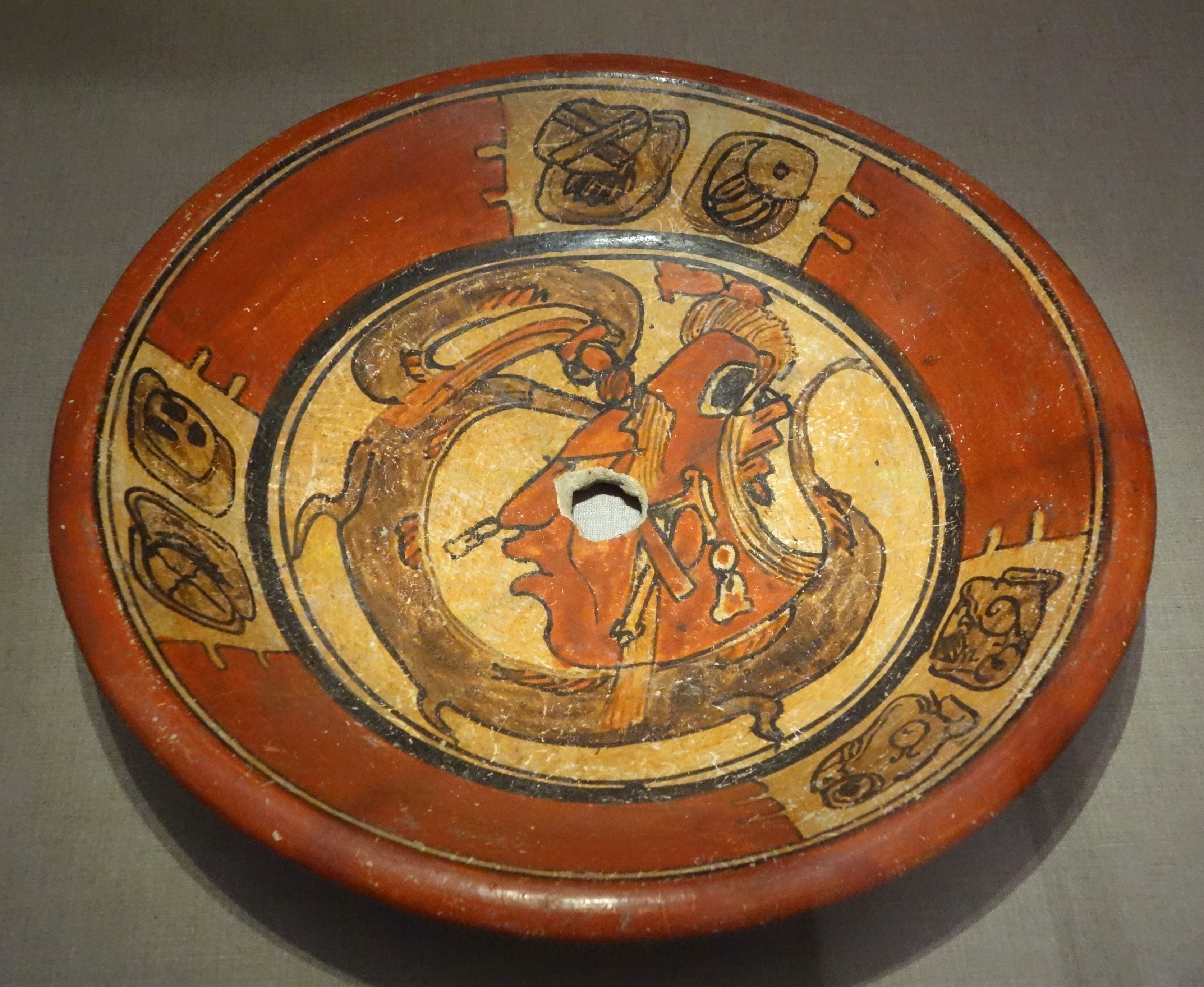
Maisgott auf spätklassischer Keramik
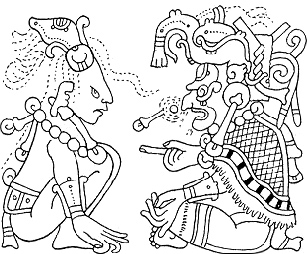
Maisgott (links) mit Itzamná (rechts) im Codex Dresdensis